# Deutsche Leichtathletik-Meisterschaften 1933
Die 35. Deutschen Leichtathletik-Meisterschaften der Männer fanden am 12. und 13. August 1933 in Köln statt. Eine Woche später, am 19. und 20. August 1933 in Weimar, wurden die Frauenwettbewerbe – letztmals getrennt von den Männern – ausgetragen.

## Sport in Deutschland im Zeichen des Nationalsozialismus
1933 war das Jahr der Machtergreifung durch die Nationalsozialisten. Dieses Ereignis brachte so weitreichende Veränderungen im Deutschen Reich auch bis tief in den Sport und seine Strukturen hinein sowie für die Sportlerinnen und Sportler mit sich, dass in den kurzen Vorworten zu den jeweiligen Deutschen Leichtathletik-Meisterschaften der Jahre bis 1943 ein paar Sätze dazu gesagt werden müssen. Es geht dabei in erster Linie um die Förderung des Sports mit sehr positiven Auswirkungen auf die Leistungen einerseits und um die Ausgrenzung bestimmter Einzelpersonen und Volksgruppen – vor allem der Juden – im Sinne eines menschenverachtenden Rassismus andererseits.

## Wettbewerbsprogramm
Im Wettkampfprogramm gab es ein paar Änderungen.
- Neue Disziplinen:
  - 3000-Meter-Hindernislauf (Männer) – nach zwölf Jahren erstmals wieder ausgetragen
  - 20-km-Gehen (einschl. einer Mannschaftswertung) als zweiter Gehwettbewerb neben dem 50-km-Gehen
  - Mannschaftswertung für den Marathonlauf (Männer)
- Aus dem Angebot gestrichen:
  - 800-Meter-Lauf der Frauen als die damals längste Frauenlaufdistanz, die erst 1954 wieder ins Wettkampfprogramm des DLV zurückkehrte

## Ausgelagerte Disziplinen
Vier Wettbewerbe wurden nicht in der Hauptveranstaltung, sondern zu anderen Terminen an anderen Orten ausgetragen:
- Waldlauf – Hohen Neuendorf, 23. April
- 3000-Meter-Hindernislauf – Düsseldorf, 30. Juli
- 20-km-Gehen – Erfurt, 20. August
- 50 km Gehen – Duisburg, 1. Oktober

## Rekorde
Es wurden zwei neue deutsche Rekorde (DR) aufgestellt:
- Weitsprung: 7,65 m – Luz Long (Leipziger SC)
- Diskuswurf: 49,32 m – Hans-Heinrich Sievert (Eimsbütteler TV)

## Ergebnisübersichten
Die folgenden beiden Übersichten fassen die Medaillengewinner und -gewinnerinnen aller Wettbewerbe von 1933 zusammen.

### Medaillengewinner Männer
| Disziplin                                   | Gold                                                                      | Leistung            | Silber                                                                       | Leistung               | Bronze                                                                        | Leistung             |
| ------------------------------------------- | ------------------------------------------------------------------------- | ------------------- | ---------------------------------------------------------------------------- | ---------------------- | ----------------------------------------------------------------------------- | -------------------- |
| 100 m                                       | Erich Borchmeyer (TuS Bochum 08)                                          | 10,3 s00            | Fritz Hendrix (Preussen Krefeld)                                             | 10,4 s00               | Egon Schein (Hamburger SV)                                                    | 10,4 s00             |
| 200 m                                       | Erich Borchmeyer (TuS Bochum 08)                                          | 21,4 s00            | Egon Schein (Hamburger SV)                                                   | 21,4 s00               | Erhard Pflug (SCC Berlin)                                                     | 21,6 s00             |
| 400 m                                       | Harry Voigt (DSC Berlin)                                                  | 48,4 s00            | Adolf Metzner (Eintracht Frankfurt)                                          | 49,1 s00               | Kurt Maerten (Chemnitzer Polizeisportverein)                                  | 50,2 s00             |
| 800 m                                       | Hans König (Hamburger AC)                                                 | 1:55,2 min          | Alwin Paul (Stuttgarter Kickers)                                             | 1:55,5 min             | Ewald Mertens (KTV Wittenberg)                                                | 1:56,4 min           |
| 1500 m                                      | Friedrich Kaufmann (Hannover 78)                                          | 4:00,1 min          | Willi Würker (Olympia Magdeburg)                                             | 4:00,5 min             | Fritz Schilgen (ASC Darmstadt)                                                | 4:00,8 min           |
| 5000 m                                      | Max Gebhardt (Chemnitzer Polizeisportverein)                              | 15:03,5 min         | Max Syring (KTV Wittenberg)                                                  | 15:04,4 min            | Rolf Holthuis (SV Union Weener)                                               | 15:07,8 min          |
| 10.000 m                                    | Max Syring (KTV Wittenberg)                                               | 31:38,0 min         | Otto Bree (Berliner SC)                                                      | 31:44,5 min            | Otto Kohn (Polizei SV Berlin)                                                 | 31:46,2 min          |
| Marathon – 41,085 km                        | Heinrich Brauch (SV Osram Berlin)                                         | 2:35:46,0 h00       | Franz Zeilhofer (ESV München)                                                | 2:37:45,0 h00          | Paul de Bruyn (Berliner SC)                                                   | 2:39:56,6 h00        |
| Marathon, Mannschaftswertung                | SV Osram BerlinHeinrich Brauch Richard Boß Eduard Bräsecke                | 6 P (Plätze 1/4/5)  | VfL Potsdamer SportfreundeSchoebel Kroll v. d. Planitz                       | 15 P (Plätze 29/39/40) | nur 2 Mannschaften in der Wertung                                             |                      |
| 110 m Hürden                                | Erwin Wegner (TSV Schöneberg Berlin)                                      | 14,8 s00            | Willi Pollmanns (Sportfreunde Neuss)                                         | 15,4 s00               | Erich Schwethelm (SV Wiesbaden)                                               | 15,5 s00             |
| 400 m Hürden                                | Fritz Nottbrock (ASV Köln)                                                | 54,6 s00            | Hans Scheele (PSV Altona)                                                    | 54,8 s00               | Reinhold Boehm (1. FC Nürnberg)                                               | 57,3 s00             |
| 3000 m Hindernis                            | Willi Göhrt (Berliner SC)                                                 | 9:25,1 min          | Hermann Helber (Reichsbahn SV Stuttgart)                                     | 9:50,0 min             | Josef Berg (ASV Köln)                                                         | 9:52,0 min           |
| 4 × 100 m Staffel                           | Preussen KrefeldFranz Heithoff Rudi Küsters Haffmann Fritz Hendrix        | 41,5 s00            | TuS Bochum 08Arthur Jonath Wolfgang Vent Erich Borchmeyer Franz Buthe-Pieper | 41,6 s00               | Eintracht FrankfurtAdolf Metzner Willi Welscher Max Mährlein Ernst Geerling   | 42,1 s00             |
| 4 × 400 m Staffel                           | Hamburger SVHans-Georg Steigerthal Herbert Benecke Karl Plötz Egon Schein | 3:19,6 min          | ASV KölnMatz Weber Eugen Dielefeld Hans Nöller Fritz Nottbrock               | 3:21,1 min             | Polizei SV BerlinTabbert Kurt Abraham Walter Schulz Otto-Karl Imhoff          | 3:22,1 min           |
| 4 × 1500 m Staffel                          | Stuttgarter KickersAlbert Koch Karl Kettner Wolfgang Dessecker Alwin Paul | 16:31,2 min         | Berliner SCWolff Hermann Kaßler Waldemar Hellpap Willi Göhrt                 | 16:36,2 min            | SC Victoria HamburgErich Patzwahl Retzlag Herbert Wietstock Heinrich Mollitor | 16:41,2 min          |
| 20-km-Gehen                                 | William Schnitt (SCC Berlin)                                              | 1:40:27 h000        | Paul Sievert (Reichsbahn-SV Berlin)                                          | 1:42:39 h000           | Fritz Bleiweiß (Berliner AK)                                                  | 1:42:50 h000         |
| 20-km-Gehen, Mannschaftswertung             | Berliner AK 1Fritz Bleiweiß Haupt Johnleit                                | 14 P (Plätze 3/7/8) | Duisburger SV 1900Simon Bader Loges                                          | 26 P (Plätze 9/10/?)   | Berliner AK 2                                                                 | 36 P                 |
| 50-km-Gehen                                 | Paul Sievert (Reichsbahn-SV Berlin)                                       | 4:58:49 h000        | Franz Reichel (SC Bajuwaren München)                                         | 5:06:33 h000           | William Schnitt (SCC Berlin)                                                  | 5:08:18 h000         |
| 50-km-Gehen, Mannschaftswertung             | Duisburger SV 1900Fritschen Loges Simon                                   | 18 P (Plätze 4/5/8) | SC Bajuwaren MünchenFranz Reichel K. Reichel L. Reichel                      | 21 P (Plätze 2/6/13)   | Dortmunder SCNiemann Koppmeier Chudanski                                      | 50 P                 |
| Hochsprung                                  | Werner Bornhöfft (ATV Limbach)                                            | 1,94 m000           | Hans Martens (Kieler TV)                                                     | 1,87 m                 | Gustav Weinkötz (DJK Saxonia Münster)                                         | 1,87 m               |
| Stabhochsprung                              | Gustav Wegner (VfL Halle 1896)                                            | 3,94 m000           | Siegfried Schulz (Berliner SC)                                               | 3,84 m                 | Leopold Dwicza (TuS Bochum 08)                                                | 3,74 m               |
| Weitsprung                                  | Luz Long (Leipziger SC)                                                   | 7,65 m DR           | Wilhelm Leichum (Stettiner TK)                                               | 7,40 m                 | Erich Biebach (Polizei SV Halle)                                              | 7,37 m               |
| Dreisprung                                  | Wilhelm Sälzer (Sportfreunde Hamm/Sieg)                                   | 13,80 m000          | Friedrich-Wilhelm Lehmann (SV Arminia Hannover)                              | 13,68 m                | Willi Drechsel (ATV Thalheim)                                                 | 13,67 m              |
| Kugelstoßen                                 | Hans-Heinrich Sievert (Eimsbütteler TV)                                   | 15,31 m000          | Emil Hirschfeld (SV Allenstein)                                              | 15,17 m                | Willi Berg (IG-SV Frankfurt)                                                  | 14,82 m              |
| Steinstoßen                                 | Erwin Blask (Polizei SV Königsberg)                                       | 11,07 m000          | Heinz Debus (ASV Köln)                                                       | 11,05 m                | Herbert Bulst (ATV Breslau)                                                   | 9,96 m               |
| Diskuswurf                                  | Hans-Heinrich Sievert (Eimsbütteler TV)                                   | 49,32 m DR          | Emil Hirschfeld (SV Allenstein)                                              | 44,72 m                | Ernst Lampert (Karlsruher FV)                                                 | 43,86 m              |
| Hammerwurf                                  | Rudolf Seeger (TV Oßweil)                                                 | 44,98 m000          | Otto Grimm (SV Preußen Paderborn)                                            | 45,52 m                | Albert Niemeyer (Dresdner SC)                                                 | 45,22 m              |
| Speerwurf                                   | Gottfried Weimann (SC Wacker Leipzig)                                     | 69,25 m000          | Gerhard Stöck (SCC Berlin)                                                   | 65,94 m                | Herbert Steingroß (Polizei SV Oppeln)                                         | 62,55 m              |
| Schleuderballwurf                           | Kurt Groß-Fengels (Berliner SC)                                           | 65,74 m000          | Oskar Brunken (ATV Jena)                                                     | 64,70 m                | Erich Reymann (SV Rendsburg)                                                  | 62,71 m              |
| Zehnkampf, 1934er W. 2. Zeile: 1985er Wert. | Hans-Heinrich Sievert (Eimsbütteler TV)                                   | 8435 P (6913 P)     | Wolrad Eberle (Berliner SC)                                                  | 7893 P (6599 P)        | Helmut Bonnet (Polizei SV Berlin)                                             | 7173 P (6221 P)      |
| Waldlauf – ca. 10.000 m                     | Otto Kohn (Polizei SV Berlin)                                             | 33:15,1 min         | Walter Schönfelder (MSV Wünsdorf)                                            | 33:45,2 min            | Max Gebhardt (Chemnitzer Polizeisportverein)                                  | 34:01,0 min          |
| Waldlauf, Mannschaftswertung                | Polizei SV BerlinOtto Kohn Engert Oskar Behnke                            | 14 P (Plätze 1/?/?) | SC Victoria HamburgHeinrich Mollitor Erich Patzwahl Heinrich Lüttgens        | 29 P (Plätze 11/14/15) | VfB RemscheidCramer Zepp Joost                                                | 36 P (Plätze 7/13/?) |

### Medaillengewinnerinnen Frauen
| Disziplin                                      | Gold                                                                         | Leistung       | Silber                                                        | Leistung       | Bronze                                                             | Leistung       |
| ---------------------------------------------- | ---------------------------------------------------------------------------- | -------------- | ------------------------------------------------------------- | -------------- | ------------------------------------------------------------------ | -------------- |
| 100 m                                          | Käthe Krauß (Dresdner SC)                                                    | 12,0 s00       | Marie Dollinger (1. FC Nürnberg)                              | 12,2 s00       | Ilse Dörffeldt (Karlshorster TV Berlin)                            | 12,3 s00       |
| 200 m                                          | Marie Dollinger (1. FC Nürnberg)                                             | 26,0 s00       | Käthe Krauß (Dresdner SC)                                     | 26,4 s00       | Ilse Dörffeldt (Karlshorster TV Berlin)                            | 26,8 s00       |
| 80 m Hürden                                    | Ruth Engelhard geb. Becker (SV Siemens Berlin)                               | 12,3 s00       | Hilde Klusenwerth (SCC Berlin)                                | 12,5 s00       | Irmgard Fraubös (VfL Halle 1896)                                   | 12,5 s00       |
| 4 × 100 m Staffel                              | Eintracht FrankfurtLeni Ewe Bernhardt Detta Lorenz geb. Lutz Tilly Fleischer | 51,0 s00       | Dresdner SCGrande Käthe Krauß Karoline Weigele Marianne Stryk | 51,0 s00       | SV St. Georg 1895 HamburgImrock Kalis Tegethoff Margarete Kuhlmann | 51,5 s00       |
| Hochsprung                                     | Ilse Niederhoff (TV Velbert)                                                 | 1,58 m         | Selma Grieme (Sportfreunde Bremen)                            | 1,52 m         | Hilde Klusenwerth (SCC Berlin)                                     | 1,52 m         |
| Weitsprung                                     | Selma Grieme (Sportfreunde Bremen)                                           | 5,79 m         | Erika Mascher (SC Erfurt)                                     | 5,69 m         | Traute Göppner (LAVg. Danzig)                                      | 5,52 m         |
| Kugelstoßen                                    | Hermine Schröder geb. Wüst (TV 1883 Mundenheim)                              | 13,60 m        | Grete Heublein (SuS Barmen)                                   | 12,72 m        | Gisela Mauermayer (TV München-Neuhausen)                           | 12,44 m        |
| Diskuswurf                                     | Ellen Braumüller (DOSC Berlin)                                               | 38,75 m        | Milly Reuter (SC Frankfurt 1880)                              | 37,70 m        | Paula Mollenhauer (SV Polizei Hamburg)                             | 36,77 m        |
| Speerwurf                                      | Elisabeth Schumann (Leichtathletin) (Schwarz-Weiß Essen)                     | 39,35 m        | Gerda Link (Sportfreunde Siegen)                              | 37,88 m        | Tilly Fleischer (Eintracht Frankfurt)                              | 37,80 m        |
| Schlagballwurf                                 | Ilse Buhl geb. Laumann (Preußen Nordhausen)                                  | 72,68 m        | Schellmann (Hessen-Preußen Kassel)                            | 72,65 m        | Marie-Luise Richters (TV Wischhafen)                               | 71,75 m        |
| Fünfkampf, offiz. Wert. 2. Zeile: 1980er Wert. | Gisela Mauermayer (TV München-Neuhausen)                                     | 375 P (3192 P) | Grete Busch (SC Viktoria Köln)                                | 322 P (3116 P) | Ellen Braumüller (DOSC Berlin)                                     | 301 P (2964 P) |